# ザ・ブレッカー・ブラザーズ (アルバム)
『ザ・ブレッカー・ブラザーズ』（原題：The Brecker Bros.）は、アメリカ合衆国のフュージョン・バンド、ブレッカー・ブラザーズが1975年に発表した初のスタジオ・アルバム。

## 背景
ランディ・ブレッカーとマイケル・ブレッカーの兄弟は、本作以前にもランディ初のリーダー・アルバム『スコア』（1968年）で共演し、さらにドリームス（1971年解散）というバンドでも共に活動した。その後ランディは、マイケルとデイヴィッド・サンボーンを迎えた3管編成によるバンドによるデモ・テープを制作し、それがアリスタ・レコードのプロデューサー、スティーヴ・バッカーの興味を引いて、アリスタの社長クライヴ・デイヴィスがバンド名を決めた。なお、デイヴィスはランディに「君たちの録音はどれも素晴らしいけど、シングル用の曲が必要だ」と注文を出し、それをきっかけに行われたジャム・セッションが、最終的にはシングル曲「スニーキン・アップ・ビハインド・ユー」に発展した。

## 反響・評価
アメリカでは総合アルバム・チャートのBillboard 200で102位に達し、『ビルボード』のジャズ・アルバム・チャートでは5位、R&Bアルバム・チャートでは25位を記録した。本作からのシングル「スニーキン・アップ・ビハインド・ユー」はBillboard Hot 100で58位に達した。
第18回グラミー賞では、バンドが最優秀新人賞にノミネートされ、収録曲「スニーキン・アップ・ビハインド・ユー」が最優秀R&Bインストゥルメンタル・パフォーマンス賞にノミネートされた。

## トラック・リスト
特記なき楽曲はランディ・ブレッカー作。
| #  | タイトル | 作詞 | 作曲・編曲 | 時間 |
| -- | --- | ---- | ---------- | ---- |
| 1. | 「サム・スカンク・ファンク - Some Skunk Funk」                                                                                           |      |            | 5:52 |
| 2. | 「スポンジ - Sponge」 |      |            | 4:06 |
| 3. | 「クリーチャー・オブ・メニー・フェイセス - A Creature of Many Faces」                                                                    |      |            | 7:43 |
| 4. | 「薄暮 - Twilight」 |      |            | 5:45 |
| 5. | 「スニーキン・アップ・ビハインド・ユー - Sneakin' Up Behind You」(Randy Brecker, Michael Brecker, Don Grolnick, Will Lee, David Sanborn) |      |            | 4:55 |
| 6. | 「ロックス - Rocks」 |      |            | 4:40 |
| 7. | 「浮揚 - Levitate」 |      |            | 4:33 |
| 8. | 「オー・マイ・スターズ - Oh My Stars」                                                                                                   |      |            | 3:16 |
| 9. | 「D.B.B. - D.B.B. -」 |      |            | 4:46 |

## パーソネル
- ランディ・ブレッカー - トランペット、フリューゲルホルン、ボーカル
- マイケル・ブレッカー – テナー・サクソフォーン
- デイヴィッド・サンボーン - アルト・サクソフォーン
- ドン・グロルニック - キーボード
- ボブ・マン - ギター
- ウィル・リー - ベース、ボーカル
- ハーヴィー・メイソン - ドラムス
- クリストファー・パーカー - アディショナル・ドラムス(on #5)
- ラルフ・マクドナルド - パーカッション